# Norbert Delmulle
Norbert Delmulle est un footballeur belge (né le 4 février 1934 à Moortsele et décédé le 23 mars 2014 à Knokke-Heist) qui évolua comme milieu de terrain défensif puis défenseur.

## Biographie
Norbert Delmulle preste l’essentiel de sa carrière à La Gantoise. Il devient ensuite joueur-entraîneur de Menin qu’il fait monter en « Division 3 ».
Il a 20 ans lorsque La Gantoise remporte le Trophée Pappaert 1954 après une série de 25 matchs sans défaite. Cela lui vaut le surnom de « Mascotte du Trophée Pappaert ».
Il participe à la Coupe des villes de foires (un match), et à la Coupe des coupes (un match également).
Il est considéré comme un des meilleurs adeptes du «tacle glissé» de son époque. Son ancien équipier Richard Orlans rappelle : «Nous avons joué trois fois contre le club brésilien de Santos, et les trois fois Norbert a tenu le grand Pelé hors du match !» et d’ajouter «... quand la direction a conclu un accord pour que le Real Madrid vienne jouer au stade Otten de Gentbtugge, la condition d’acceptation des Castillans était que Norbert s’abstienne de tacler. Il a obtempéré et nous avons perdu lourdement.» 
Le 8 juin 1957, renforcé par Rik Coppens et André Piters, les « Buffalos » sont battus « 0-9 » par le Real Madrid, alors tout récent double champion d’Europe. 

## Palmarès
| ARA La Gantoise - Coupe de Belgique (1) : - Vainqueur : 1963-64. |  | K. SC Menen - Championnat de Belgique D4 (1) : - Champion : 1967-68. |